# Ginestada
La ginestada (denominada también como ginestada blanca) es una salsa de sabor dulce (entendida hoy en día como un postre) que fue muy popular en la cocina de la Edad Media, principalmente en la gastronomía catalana, pero también presente en la culinaria de otras regiones que actualmente conforman el territorio de España. Su función era napar los platos de caza y se elaboraba con leche de vaca, harina de arroz, diversas especias, dátiles, higos, piñones y pasas. Este plato lo menciona el cocinero Robert de Nola en su libro de cocina Llibre del Coch, donde describe por primera vez una receta, empleando leche de cabras o de ovejas.

## Características
Su elaboración es muy parecida a la del arroz con leche, pero se utiliza harina de arroz, en lugar del grano entero. Suele ser una salsa de aspecto blanco y denso. Dependiendo del origen de la receta se suele emplear leche de almendras en lugar de leche animal (razón por la que Robert de Nola lo denomina también ginestada blanca). Suele verterse la harina y la leche en un recipiente de barro (una escudillas) hasta lograr que hierva. En algunas recetas españolas del siglo XVII se incluye yema de huevo como espesante. La mezcla suele endulzarse y saborizarse con especias (principalmente canela), dátiles, higos, piñones, pasas. Suele decorarse con granas rojas de granada.